# Michael Patrick Flanagan

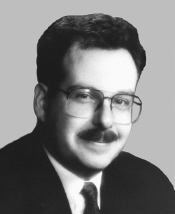
Michael Patrick Flanagan

Michael Patrick Flanagan (* 9. November 1962 in Chicago, Illinois) ist ein US-amerikanischer Politiker. Zwischen 1995 und 1997 vertrat er den Bundesstaat Illinois im US-Repräsentantenhaus.

## Werdegang
Michael Flanagan besuchte die Lane Technical High School und studierte danach bis 1984 an der Loyola University in Chicago. Nach einem Jurastudium an derselben Universität und seiner 1991 erfolgten Zulassung als Rechtsanwalt begann er in diesem Beruf zu arbeiten. In den Jahren 1984 bis 1988 sowie nochmals während des Golfkrieges in den Jahren 1991 und 1992 diente er als Hauptmann der Artillerie in der US Army. Politisch schloss er sich der Republikanischen Partei an.
Bei den Kongresswahlen des Jahres 1994 wurde Flanagan im fünften Wahlbezirk von Illinois in das US-Repräsentantenhaus in Washington, D.C. gewählt, wo er am 3. Januar 1995 die Nachfolge des ihm zuvor unterlegenen Demokraten Dan Rostenkowski antrat. Da er im Jahr 1996 gegen Rod Blagojevich verlor, konnte er bis zum 3. Januar 1997 nur eine Legislaturperiode im Kongress absolvieren. Dort war er Mitglied im Justizausschuss, dem Committee on Government Reform und dem Joint Committee on Telecommunications. In seinem Abstimmungsverhalten im Kongress war Flanagan weitgehend auf der republikanischen Parteilinie.
Heute ist Michael Flanagan Präsident der Beraterfirma Flanagan Consulting LLC.